# Dean Hamer
Pour les articles homonymes, voir Hamer.
Dean Hamer né le 29 mai 1951 est un scientifique américain, auteur, et cinéaste. Il est connu pour ses recherches sur le rôle de la génétique dans l'orientation sexuelle et pour une série de livres et de documentaires populaires qui ont changé la compréhension et les perceptions de la sexualité humaine et de l'identité de genre.

## Éducation et carrière
Né à Montclair, New Jersey, Hamer a obtenu son BA au Trinity College, CT, et son doctorat à Harvard Medical School. Il a été chercheur indépendant aux National Institutes of Health pendant 35 ans, où il a été le chef de la structure génétique et de la section de la réglementation au National Cancer Institute ; à sa retraite en 2011, il a été désigné « scientifique émérite ». Hamer a remporté de nombreux prix, dont le Maryland Distinguished Young Scientist Award, le Ariens Kappers Award for Neurobiology, le titre d'auteur du livre de l'année du New York Times et un Emmy Award.
Dean Hamer est l'auteur de l'hypothèse du gène de Dieu qui explique la  prédisposition des humains aux expériences spirituelles ou mystiques qui aurait pour origine le gène spécifique VMAT2,  dans son livre sorti en 2005 The God Gene: How Faith is Hardwired into our Genes.

## Publications
- The Science of Desire: The Search for the Gay Gene and the Biology of Behavior, Simon and Schuster, 1994  (ISBN 0-684-80446-8)
- Living with Our Genes: Why They Matter More Than You Think (avec Peter Copeland), Anchor, 1999  (ISBN 0-385-48584-0)
- The God Gene: How Faith Is Hardwired into our Genes, Doubleday, 2004  (ISBN 0-385-50058-0)

## Filmographie
- 2009 : Out in the Silence de Joe Wilson et Dean Hamer
- 2014 : Kumu Hina de Dean Hamer et Joe Wilson
- 2018 : Leitis in Waiting de Dean Hamer et Joe Wilson
- 2020 : Kapaemahu de Hinaleimoana Wong-Kalu, Dean Hamer et Joe Wilson

## Liens et références externes
- Ressource relative à la recherche :   - Google Scholar
- Ressource relative à l'audiovisuel :   - IMDb
- Notices d'autorité :   - VIAF
  - ISNI
  - IdRef
  - LCCN
  - GND
  - Pays-Bas
  - Pologne
  - Israël
  - NUKAT
  - Tchéquie
  - Corée du Sud
  - WorldCat